# Мальборк
Ма́льборк (лат. Mariaeburgum, Mariae castrum, Marianopolis, пол. Malbork, нім. Marienburg) — місто у Поморському воєводстві Польщі (на землях Західної Пруссії), за 40 км на південь від Балтійського моря. Населення сягає 40 тисяч мешканців.
Біля Мальборка, на віддалі 4 км на північ, розміщене містечко Вельбар, у якому було знайдене старовинне кладовище з 3000 могилами вельбарської культури шведських готів.
Донині збереглась велична фортеця Тевтонських лицарів Марієнбургу — Мальборкський замок, 1997 року занесений до списку світової спадщини ЮНЕСКО.

## Історія
На місці знаходження Мальборка знайдено залишки поселень, що відносяться до кам'яної доби, поблизу також знайдено римські реліквії. Помезанія — історична область Пруссії), на території якої знаходиться Мальборк, була досить густо заселеною в дванадцятому і на початку тринадцятого століття.

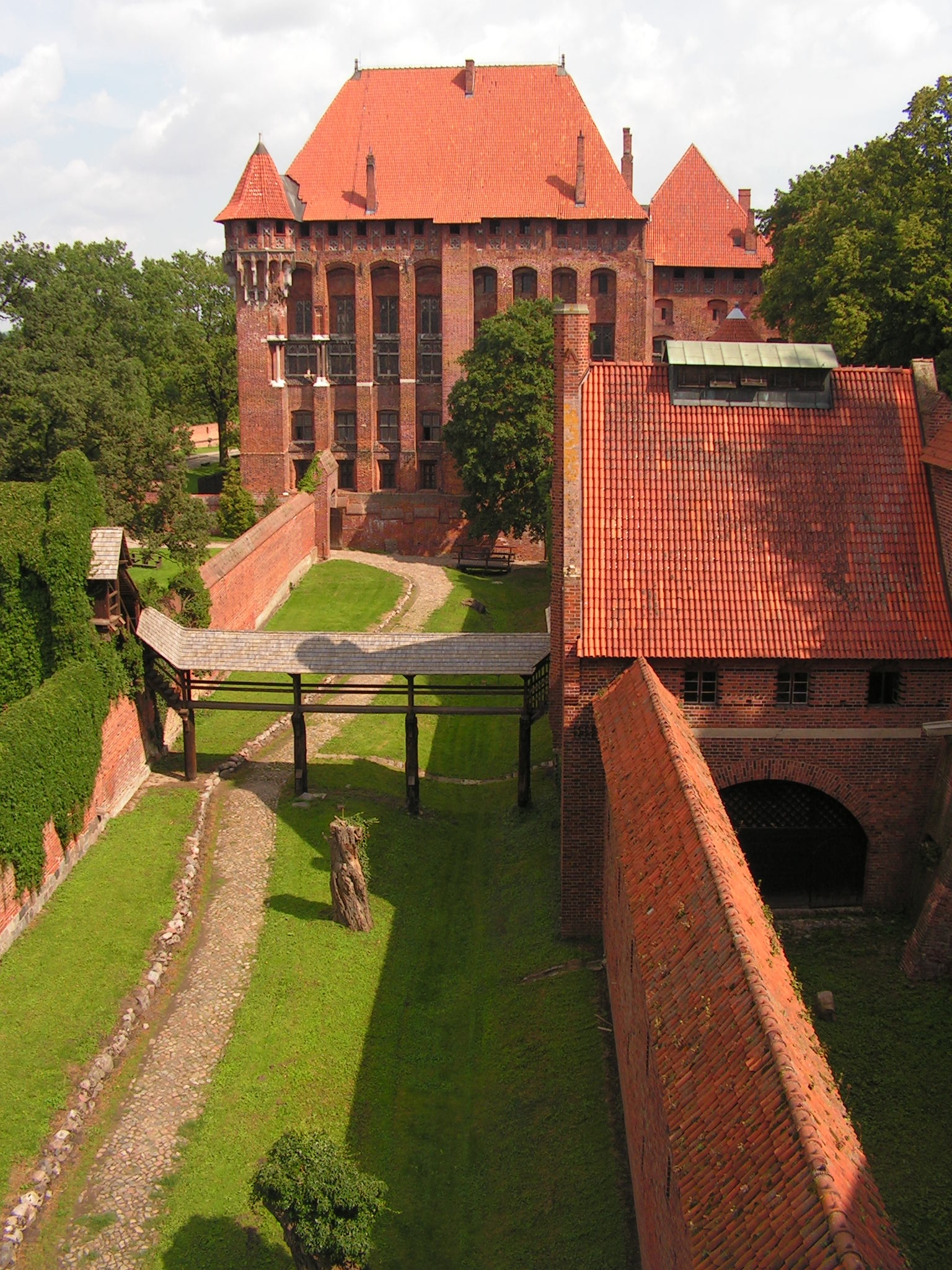
Палац Великих магістрів Тевтонського ордену

Частина території Помезанії була завойована поморськими князями. При них на правому, високому березі річки Ногат було збудоване оборонне укріплення Зантир з передмістям. У результаті політики Самбора, одного з двох братів сильного князя Святополка, Зантир був переданий у 1250 році Тевтонському орденові. Близько 1274 року лицарі ордену почали зводити укріплений замок у нижній течії річки Ногат, частково з матеріалів, отриманих від знесення старих будівель монастиря міста в Зантирі. Збудований замок і навколишнє поселення стали називати «Марієнбург», тобто місто Марії, покровительки Ордену. У 1280 році замок був переданий монастиреві ордену з Зантири.
Поруч із замком виникло місто, що у 1286 році отримало кульмське право.
Південніше замку, на плато, що підносилося над річкою, були виділені земельні наділи для поселенців. Будівлі зводилися вздовж однієї вулиці, яка посередині розширювалася, створюючи тим самим ринок (розмірами 30 м в ширину і 300 м в довжину). Паралельно до ринку проходили дві вулиці: із західної сторони — Schuhgasse, яка вела до Шевських воріт, відомих ще з часів шведської облоги, та зі східної — Kratzhammer і Neustadt (відомі після 1380).
У північно-західній частині міста була розміщена парафія Святого Іоанна. Іншою важливою спорудою була ратуша, справжня перлина муніципальної готичної архітектури. Перша згадка про мальборкську ратушу у 1365 році звучала так: «auff dem Rathuze von der Stadt».
Спочатку місто було оточене дуже високими стінами із в'їзними вежами: Маріяцькою, яка Штумська, Гончарською (звана також Святого Духа або Ельблонгська) і Шевською. Зі сторони річки місто захищав укріплений вал. У 1352 -1383 роках оборонні стіни міста підвищили, до східних мурів добудовали сім трикутних в плані веж, відкритих зі сторони міста..
- 1466—1772: центральне місто Мальборкського воєводства Королівства Польського та Речі Посполитої.

## Демографія
Демографічна структура станом на 31 березня 2011 року:
|          | Загалом | Допрацездатний вік | Працездатний вік | Постпрацездатний вік |
| -------- | ------- | ------------------ | ---------------- | -------------------- |
| Чоловіки | 18979   | 3748               | 13395            | 1836                 |
| Жінки    | 20408   | 3498               | 12296            | 4614                 |
| Разом    | 39387   | 7246               | 25691            | 6450                 |

## Уродженці
- Ізабель Белцік (* 1980) — польська волейболістка.
- Гайнц Галінскі (1912—1992) —перший і четвертий голова, та перший президент Центральної ради євреїв Німеччині.